# Por los caminos del sur
"Por los caminos del sur" es una composición musical compuesta en el año 1935 por José Agustín Ramírez Altamirano."Se considera 'Por los caminos del sur' música folklórica."

## Aportación al acervo cultural de Guerrero
"Por los caminos del sur" ostenta el estatus de himno no oficial de Guerrero y posee una notable presencia en todo el territorio del estado. Esta canción ha sido interpretada por diversas personalidades y agrupaciones musicales, entre las cuales destaca la Orquesta Filarmónica de Acapulco

## Letra
Por los caminos del sur
Hay rosas, voces y estrellas
Son canciones y doncellas
Bajo un alto cielo azul
Por los caminos del sur
Hay rosas, voces y estrellas
Son canciones y doncellas
Bajo un alto cielo azul
Jaguares en las marañas
Y pájaros sobre el río
Es un bello desafío
La selva con la montaña
Amanece en los jornales
Una ilusión campesina
De céfiro es la colina
Y alegría en los manantiales
Por los caminos del sur
Vamonos para Guerrero
Porque en él falta un lucero
Y ese lucero eres tú
Por los caminos del sur
Vamonos para Guerrero
Porque en él falta un lucero
Y ese lucero eres tú
Jaguares en las marañas
Y pájaros sobre el río
Es un bello desafío
La selva con la montaña
Amanece en los jornales
Una ilusión campesina
De céfiro es la colina
Y alegría en los manantiales
Por los caminos del sur